# スメン
スメン（アラビア語: سمن、Smen）は、有塩の発酵バターであり、主に北アフリカ料理や中東料理で重要な食材の1つである。牛乳、羊乳、ヤギ乳やそれらの混合物で作ったバターから製造される。バターは約15分間沸点で加熱し、その後固形分をすくい取り、カビアと呼ばれる陶製の甕の中に濾す。カードになる前に食塩を加える。酵母や酵素のスターターとして、しばしばタイムが加えられるが、他の植物や果実が用いられることもある。出来上がったものは、密閉容器の中で熟成する。その後、温度を一定に保つために、伝統的には地中に埋められる。
ギーやw:Niter kibbehに似ているが、特徴的な鼻を突く強いチーズ様の味や匂いを持つ。熟成したスメンの味はブルーチーズに非常に近い。より古いものほどより風味が強くなり、高価になる。伝統的には、主にクスクスやタジン鍋を作る時に用いられるが、最近はセネガルやその他の西アフリカ諸国から持ち込まれたピーナッツオイルで代用されるようになってきた。
冬に作られたものの方が暖かい季節に作られたものよりも香りが良いと信じられている。暖かい時期は気温がバターの融点に近く、熟成は非常にゆっくりである。寒い気候では、1ヶ月後から料理に用いることができるが、風味はそれほど強くない。赤道下のような常に暖かい気候では、同等の熟成に最大4ヶ月を要する。
スメンは、特に家族の富を示すものとして文化的にも大きな意味を持つ。尊敬する人物が家に来た時には、高価な食器を使ったり、高いワインを開けたりするのと同様に、名誉の気持ちを表す印として用いられる。
モロッコ南部のベルベル人の農民は、娘が誕生した日に密閉したスメンの甕を土に埋め、娘の結婚式で振る舞う料理の味付けに用いる風習もある。
イスラエルやイエメンではユダヤ人が、強い風味を付け保存性を良くするために、ヒョウタンの中でハーブで燻した特別なスメンを作る。